# Szekspiryzm
Szekspiryzm – nawiązanie do twórczości Williama Shakespeare’a i teatru elżbietańskiego, charakterystyczne dla literatury romantyzmu, zwłaszcza dla dramatu romantycznego.
Utwory Shakespeare’a nie były zgodne z wieloma zasadami poetyki klasycystycznej. Ich kompozycję cechuje duża swoboda. Łączą one też w sobie cechy różnych gatunków dramatycznych. Wszystkie te cechy stały się inspiracją dla poetyki romantyzmu.
W literaturze polskiej elementy szekspiryzmu obecne są zwłaszcza w twórczości Juliusza Słowackiego.